# Ԉ
Ԉ (minuskule: ԉ) je v současné době již nepoužívané písmeno cyrilice. Bylo používáno mezi roky 1920 a 1930 pro zápis jazyka komi (Molodcovova azbuka). Výslovnost písmena odpovídá výslovnosti srbského písmena Љ.